# Västra Vätterleden
Västra Vätterleden är en vandringsled väster om sjön Vättern i  Västra Götalands län. 
Leden som är 195 km är fördelad på åtta etapper. Den knyter ihop Bergslagsleden i norr med Småland i söder. I norr börjar den vid Stenkällegården och i söder slutar den i Mullsjö där Södra Vätterleden ansluter.  
Den sträcker sig genom ett flertal kommuner såsom Mullsjö kommun, Habo kommun, Tidaholms kommun, Hjo kommun och i norr Karlsborgs kommun.